# Пшемисъл II
Пшемисъл II (на полски: Przemysł II) е княз на Краков в периода (1290 – 1291) и четвърти крал на Полша в периода (1295 – 1296).
Крал Пшемисъл II е роден на 14 октомври 1257 г.
На 8 февруари 1296 г. е убит след като е отвлечен.